# Andrew Lewis (triathlon)
Pour les articles homonymes, voir Andrew Lewis et Lewis.
Andrew James Lewis né le 24 janvier 1983 à Lydney est un triathlète handisport anglais,  double champion du monde de paratriathlon (PT2 en 2016, PTS2 en 2017) et champion paralympique PT2 lors des Jeux paralympiques de Rio.

## Biographie
Andrew Lewis  pratique à l'âge de 16 la course de fond dans sa jeunesse. A 22 ans, un accident de moto lui inflige une amputation au niveau du genou de la jambe droite à l'âge de 22 ans.

## Palmarès triathlon
Le tableau présente les résultats les plus significatifs (podium) obtenus sur le circuit international de paratriathlon depuis 2014,. 
| Année | Paratriathlon                               | Pays      | Position      | Temps           |
| ----- | ------------------------------------------- | --------- | ------------- | --------------- |
| 2017  | Championnats du monde de paratriathlon PTS2 | Pays-Bas  | Médaille d'or | 1 h 9 min 55 s  |
| 2017  | Championnats d'Europe de paratriathlon PTS2 | Autriche  | Médaille d'or | 1 h 10 min 56 s |
| 2017  | ITU Series PTS2 - Étape de Yokohama         | Japon     | Médaille d'or | 1 h 8 min 44 s  |
| 2016  | Jeux paralympiques de Rio PT2               | Brésil    | Médaille d'or | 1 h 11 min 49 s |
| 2016  | Championnats du monde de paratriathlon PT2  | Pays-Bas  | Médaille d'or | 1 h 8 min 9 s   |
| 2016  | ITU Series PT2 - Étape de Penrith           | Australie | Médaille d'or | 1 h 10 min 47 s |
| 2016  | Championnats d'Europe de paratriathlon PT2  | Portugal  | Médaille d'or | 1 h 10 min 19 s |
| 2014  | ITU Series PT2 - Étape de Madrid            | Espagne   | Médaille d'or | 1 h 28 min 26 s |